# Gené (Maine-et-Loire)
Gené település Franciaországban, Maine-et-Loire megyében. Lakosainak száma 495 fő (2018. január 1.). Gené La Chapelle-sur-Oudon, Le Lion-d’Angers, Marans és Erdre-en-Anjou községekkel határos.

## Népesség
A település népességének változása:
| Lakosok száma | 280  | 305  | 258  | 262  | 259  | 452  | 458  | 455  | 496  | 495  |
|               | 1962 | 1968 | 1982 | 1990 | 1999 | 2008 | 2011 | 2013 | 2017 | 2018 |